# سانائه کوبایاشی
سانائه کُوبایاشی (小林 沙苗 Kobayashi Sanae, زادهٔ ۲۶ ژانویهٔ ۱۹۸۰) صداپیشه اهل ژاپن است. وی از سال ۱۹۹۹ میلادی تاکنون مشغول فعالیت بوده‌است. او در تعداد زیادی مجموعه تلویزیونی انیمه و فیلم صداپیشگی کرده‌است که از برخی از نقش‌های اصلی وی می‌توان به آلن واکر در دی گری-من، آکیرا تویا در هیکارو نو گو، آسوکا تنجوئین در یو گی او! جی‌اکس، لوسی / نیو در ترانه پریان، کریس تورندایک در سونیک ایکس، انی در باکانو!،‌ و دایدالوس در ارگو پراکسی اشاره کرد. در بازی‌های ویدئویی او صداپیشگی جمینای سانرایز را در جنگ‌های ساکورا، پوپو و نانا در مجموعه برادران سوپر اسمش.، و کت در گراویتی راش را بر عهده داشته است.